# 橘道貞
橘道貞（？—1016年5月24日，即長和五年四月十六日），日本平安時代中期官僚，下總守橘仲任之子。橘道貞曾擔任太皇太后昌子內親王的權大進，於長保元年（999年）出任和泉守，寬弘元年（1004年）出任正四位下陸奧守。他也曾是藤原道長的家司。
橘道貞曾與和歌歌人和泉式部有過一段婚姻。和泉式部約19歲時嫁給比她年長17歲的橘道貞為正妻，次年生下女兒──歌人小式部內侍。。和泉式部初期曾以他為對象寫和歌，記載新婚的甜蜜。例如：
|  | （中譯：渴望見到他 渴望被他見到 每日早晨 我面對的鏡子 是他 就好了） |

然而橘道貞出任和泉守後，把和泉式部獨留在平安京，不久更與其他女子在別處共同生活。和泉式部因為夫妻失和、別居，便在年紀相若的為尊親王熱烈追求下與之相戀。橘道貞在流言蜚語下，憤然與和泉式部離緣。
在擔任陸奧守後一年，他與一位名字不詳的「左京命婦」結合。除了小式部內侍，他另有一子橘通道（生母不詳）。
他在長和五年（1016年）四月十六日去世。